# Квинт Фульвий Флакк (консул-суффект 180 года до н. э.)
Квинт Фульвий Флакк (лат. Quintus Fulvius Flaccus; III—II века до н. э.) — римский политический деятель из плебейского рода Фульвиев, консул-суффект 180 года до н. э. Во время своего консульства успешно воевал с лигурами.

## Происхождение
Квинт Фульвий Флакк принадлежал к плебейскому роду Фульвиев, представители которого переехали в Рим из Тускулума в середине IV века или немного позже и впервые достигли консульства в 322 году до н. э. Первым носителем когномена Флакк был дед Квинта — Марк Фульвий. Сын последнего Гней Фульвий Флакк, претор 212 года до н. э., был отцом Квинта, а матерью была Кварта Гостилия, которая после смерти мужа вступила во второй брак — с Гаем Кальпурнием Пизоном.
Вероятно, старшим братом Квинта Фульвия был Гней Фульвий Флакк, претор 190 года до н. э. Его двоюродным братом был ещё один Квинт Фульвий Флакк, консул 179 года до н. э.

## Биография
Возможно, этого представителя семейства Флакков следует отождествить с неким Квинтом Фульвием, которого во время Второй Македонской войны Тит Квинкций Фламинин отправил вместе с Квинтом Фабием и Аппием Клавдием Нероном из Эллады в Рим, чтобы придать больше веса посольству греческих союзников.
В 189 году до н. э. Квинт Фульвий был плебейским эдилом. В 187 году до н. э. он стал претором и по решению сената получил в управление Сардинию; в 181 году был легатом в армии проконсула Луция Эмилия Павла, воевавшего с лигурами.
В 181 году до н. э. Квинт Фульвий выдвинул свою кандидатуру в консулы, но проиграл отчиму, Гаю Кальпурнию Пизону; известно, что это была уже третья неудача Флакка. Не более чем через два месяца после вступления в должность Пизон умер, и Флакк стал консулом-суффектом. Его мать, по словам Тита Ливия, заподозрили в том, что она отравила мужа для того, чтобы её сын наконец сделал следующий шаг в карьере:

Находились свидетели, которые рассказывали, что после того, как на выборах объявлены консулами были Альбин и Пизон, а Флакк потерпел неудачу, мать его попрекнула тем, что вот уже в третий раз ему отказывают в консульстве, и добавила, чтобы он готовился к новому соискательству: не пройдёт и двух месяцев, как она добьётся, чтобы он стал консулом.
— Тит Ливий. История Рима от основания города, XL, 37, 6
Кварта Гостилия была осуждена, но Квинт Фульвий тем не менее остался консулом. Вместе со своим коллегой Авлом Постумием Альбином Луском он вторгся в Лигурию; действуя самостоятельно, Флакк заставил сдаться племя апуанов и семь тысяч из них переселил в Самний.
После консульства Квинт Фульвий уже не упоминается в источниках.
Сыновьями Квинта Фульвия были Гай и, возможно, Сервий, консулы 134 и 135 года до н. э. соответственно.